# Макамединов, Алфис Масалимович
Алфис Масалимович Макамединов (род. 5 января 1963, Калиново, Свердловская область) — российский биатлонист и лыжник. Трёхкратный серебряный призёр зимних Паралимпийских игр. Заслуженный мастер спорта России по биатлону и лыжным гонкам среди спортсменов с ПОДА.

## Награды
- Заслуженный мастер спорта России